# Грязинский район
Гря́зинский райо́н — административно-территориальная единица (район) и муниципальное образование (муниципальный район) на востоке Липецкой области России.
Административный центр — город Грязи.

## География
Площадь 1440 км². Район граничит с Тамбовской областью, а также с Добринским, Усманским, Липецким, Добровским районами Липецкой области.
Основные реки — Воронеж, Матыра, Байгора, Двуречка, Лукавка; здесь же расположено крупнейшее в области Матырское водохранилище.

## История
Район образован 30 июля 1928 года из части территории Липецкого уезда в составе Центрально-Чернозёмной области (ЦЧО) (до 16 сентября 1929 входил в Козловский округ, до 1930 — в Усманский округ). После разделения ЦЧО 13 июня 1934 года вошёл в состав Воронежской области. С образованием 6 января 1954 года Липецкой области включён в её состав. 19 ноября 1959 года к Грязинскому району была присоединена часть территории упразднённого Липецкого района. 1 февраля 1963 район был упразднён (территория вошла в Липецкий, Добринский и Усманский районы), но 11 января 1965 года восстановлен.

## Официальные символы района
Герб Грязинского района утверждён  16 февраля 2005 года Решением Грязинского районного Совета депутатов № 109 «О гербе Грязинского района».
Флаг Грязинского района утверждён 16 февраля 2005 года Решением Грязинского районного Совета депутатов № 110 «О флаге Грязинского района».

## Население
| 1939    | 1959    | 1970    | 1979    | 1989    | 2002    | 2006    | 2009    | 2010    |
| ------- | ------- | ------- | ------- | ------- | ------- | ------- | ------- | ------- |
| 58 281  | ↗78 693 | ↘48 725 | ↘35 947 | ↘26 821 | ↗73 622 | ↘73 300 | ↘72 904 | ↗75 159 |
| 2011    | 2012    | 2013    | 2014    | 2015    | 2016    | 2017    | 2018    | 2021    |
| ↗75 325 | ↗75 827 | ↗76 600 | ↗77 636 | ↗78 401 | ↗79 159 | ↗79 571 | ↘79 323 | ↘77 637 |

### Урбанизация
В городских условиях (город Грязи) проживают 56,21 % населения района.

### Национальный состав
По итогам переписи населения 2020 года проживали следующие национальности (национальности менее 0,1 % и другое, см. в сноске к строке «Другие»):
| Национальность | Численность, чел. | Доля     |
| -------------- | ----------------- | -------- |
| Русские        | 73 114            | 94,17 %  |
| Цыгане         | 842               | 1,08 %   |
| Армяне         | 647               | 0,83 %   |
| Таджики        | 350               | 0,45 %   |
| Украинцы       | 228               | 0,29 %   |
| Татары         | 142               | 0,18 %   |
| Азербайджанцы  | 95                | 0,12 %   |
| Узбеки         | 89                | 0,11 %   |
| Другие         | 2130              | 2,77 %   |
| Итого          | 77 637            | 100,00 % |

## Административно-муниципальное устройство
Грязинский район, в рамках административно-территориального устройства области, включает 17 административно-территориальных единиц, в том числе 1 город районного значения и 16 сельсоветов.
Грязинский муниципальный район, в рамках организации местного самоуправления, включает 17 муниципальных образований, в том числе 1 городское и 16 сельских поселений:
| №        | Муниципальное образование   | Административный центр | Количество населённых пунктов | Население, чел. | Площадь, км² |
| -------- | --------------------------- | ---------------------- | ----------------------------- | --------------- | ------------ |
| 1e-06    | Городское поселение:        |                        |                               |                 |              |
| 1        | город Грязи                 | город Грязи            | 1                             | ↘43 771         | 38,61        |
| 1.000002 | Сельские поселения:         |                        |                               |                 |              |
| 2        | Большесамовецкий сельсовет  | село Большой Самовец   | 2                             | ↗3080           | 90,58        |
| 3        | Бутырский сельсовет         | село Бутырки           | 1                             | ↘1404           | 74,11        |
| 4        | Верхнетелелюйский сельсовет | село Верхний Телелюй   | 4                             | ↘883            | 62,25        |
| 5        | Грязинский сельсовет        | посёлок Песковатский   | 3                             | ↘1107           | 58,15        |
| 6        | Двуреченский сельсовет      | село Двуречки          | 2                             | ↗2867           | 65,18        |
| 7        | Казинский сельсовет         | село Казинка           | 1                             | ↘3144           | 80,28        |
| 8        | Карамышевский сельсовет     | село Карамышево        | 5                             | ↗1557           | 104,75       |
| 9        | Княжебайгорский сельсовет   | село Княжая Байгора    | 4                             | ↘2068           | 120,22       |
| 10       | Коробовский сельсовет       | село Коробовка         | 5                             | ↗788            | 77,32        |
| 11       | Кузовский сельсовет         | село Синявка           | 7                             | ↗1795           | 32,89        |
| 12       | Петровский сельсовет        | село Петровка          | 7                             | ↗2416           | 81,47        |
| 13       | Плехановский сельсовет      | село Плеханово         | 2                             | ↗3337           | 73,69        |
| 14       | Сошкинский сельсовет        | село Сошки             | 2                             | ↘1756           | 82,45        |
| 15       | Телелюйский сельсовет       | посёлок Прибытковский  | 6                             | ↗1599           | 90,40        |
| 16       | Фащёвский сельсовет         | село Фащёвка           | 7                             | ↗3297           | 141,52       |
| 17       | Ярлуковский сельсовет       | село Ярлуково          | 2                             | ↗2631           | 75,90        |

### Населённые пункты
В Грязинском районе 60 населённый пункт.
| №         | Населённый пункт      | Тип                     | Население | Муниципальное образование   |
| --------- | --------------------- | ----------------------- | --------- | --------------------------- |
| 1         | Александровка         | деревня                 | →2        | Верхнетелелюйский сельсовет |
| 2         | Александровка         | деревня                 | ↘21       | Кузовский сельсовет         |
| 3         | Аннино                | село                    | ↗1364     | Петровский сельсовет        |
| 4         | Байгора               | железнодорожная станция | ↘125      | Княжебайгорский сельсовет   |
| 5         | Бахаев                | хутор                   | ↗34       | Карамышевский сельсовет     |
| 6         | Березовка             | деревня                 | ↘46       | Верхнетелелюйский сельсовет |
| 7         | Большой Самовец       | село                    | ↗2720     | Большесамовецкий сельсовет  |
| 8         | Бутырки               | село                    | ↘1404     | Бутырский сельсовет         |
| 9         | Верхний Телелюй       | село                    | ↗798      | Верхнетелелюйский сельсовет |
| 10        | Верхняя Лукавка       | село                    | →8        | Петровский сельсовет        |
| 11        | Виноградовка          | деревня                 | ↗57       | Верхнетелелюйский сельсовет |
| 12        | Волгоэлектросетьстрой | посёлок                 | ↗315      | Грязинский сельсовет        |
| 13        | Головщино             | село                    | ↗376      | Плехановский сельсовет      |
| 14        | Грязи                 | город                   | ↘43 640   | город Грязи                 |
| 14.000001 | Гудаловка             | деревня                 | ↘698      | Плехановский сельсовет      |
| 15        | Двуречки              | село                    | ↗1736     | Двуреченский сельсовет      |
| 16        | Дебри                 | деревня                 | ↗28       | Коробовский сельсовет       |
| 17        | Демшинка              | деревня                 | ↘3        | Коробовский сельсовет       |
| 18        | Дубрава               | деревня                 | →4        | Телелюйский сельсовет       |
| 19        | Дурасовка             | деревня                 | ↗5        | Фащёвский сельсовет         |
| 20        | Ермаковка             | деревня                 | →0        | Грязинский сельсовет        |
| 21        | Зейделевка            | деревня                 | ↘47       | Кузовский сельсовет         |
| 22        | Зейделевка            | деревня                 | ↗280      | Петровский сельсовет        |
| 23        | Казинка               | село                    | ↘3144     | Казинский сельсовет         |
| 24        | Каменное              | село                    | ↗81       | Большесамовецкий сельсовет  |
| 25        | Карамышево            | село                    | ↗1191     | Карамышевский сельсовет     |
| 26        | Княжая Байгора        | село                    | ↗827      | Княжебайгорский сельсовет   |
| 27        | Колоусовка            | деревня                 | ↗156      | Петровский сельсовет        |
| 28        | Колыбеловка           | деревня                 | →0        | Петровский сельсовет        |
| 29        | Коробовка             | село                    | ↗451      | Коробовский сельсовет       |
| 30        | Красная Дубрава       | посёлок                 | ↗483      | Телелюйский сельсовет       |
| 31        | Красногорка           | деревня                 | ↗261      | Кузовский сельсовет         |
| 32        | Красное Знамя         | посёлок                 | ↗10       | Коробовский сельсовет       |
| 33        | Красные Выселки       | деревня                 | ↗129      | Кузовский сельсовет         |
| 34        | Красный Луч           | посёлок                 | ↗7        | Сошкинский сельсовет        |
| 35        | Кубань                | деревня                 | ↘901      | Княжебайгорский сельсовет   |
| 36        | Кузовка               | село                    | ↗271      | Кузовский сельсовет         |
| 37        | Макрушина             | деревня                 | ↘33       | Телелюйский сельсовет       |
| 38        | Малей                 | село                    | ↗157      | Ярлуковский сельсовет       |
| 39        | Первомайский          | посёлок                 | ↗229      | Двуреченский сельсовет      |
| 40        | Песковатский          | посёлок                 | ↗928      | Грязинский сельсовет        |
| 41        | Петровка              | село                    | ↗691      | Петровский сельсовет        |
| 42        | Писаревка             | деревня                 | ↗5        | Фащёвский сельсовет         |
| 43        | Плеханово             | село                    | ↗3337     | Плехановский сельсовет      |
| 44        | Подворки              | село                    | ↗308      | Коробовский сельсовет       |
| 45        | Подлякино             | деревня                 | ↘1        | Фащёвский сельсовет         |
| 46        | Прибытково            | железнодорожная станция | ↗45       | Телелюйский сельсовет       |
| 47        | Прибытковский         | посёлок                 | ↗709      | Телелюйский сельсовет       |
| 48        | Прудки                | деревня                 | ↗5        | Фащёвский сельсовет         |
| 49        | Роза                  | посёлок                 | ↘209      | Княжебайгорский сельсовет   |
| 50        | Светлая Поляна        | посёлок                 | ↗249      | Кузовский сельсовет         |
| 51        | Семиколенов           | хутор                   | ↘15       | Карамышевский сельсовет     |
| 52        | Синявка               | село                    | ↘820      | Кузовский сельсовет         |
| 53        | Соломоновка           | деревня                 | →0        | Фащёвский сельсовет         |
| 54        | Сошки                 | село                    | ↗1787     | Сошкинский сельсовет        |
| 55        | Средняя Лукавка       | село                    | ↗161      | Петровский сельсовет        |
| 56        | Сухоборье             | посёлок                 | ↗232      | Карамышевский сельсовет     |
| 57        | Телелюй               | село                    | ↗284      | Телелюйский сельсовет       |
| 58        | Фащёвка               | село                    | ↗3245     | Фащёвский сельсовет         |
| 59        | Ямань                 | село                    | ↗210      | Карамышевский сельсовет     |
| 60        | Ярлуково              | село                    | ↗1934     | Ярлуковский сельсовет       |

### Упразднённые населённые пункты
- В 2015 году упразднена деревня Яковлевка[30].
- В 2020 году упразднена деревня Гудаловка, включённая в село Плеханово[31].
- В 2024 году посёлок Садовый.

## Транспорт
Через район проходят две железнодорожные линии, пересекающиеся в райцентре — Елец—Иловля и Мичуринск-Чертково. Действует автобусное пригородное сообщение, наиболее интенсивное с Липецком, проходят междугородние автобусы на Тамбов, Курск и Пензу.

## СМИ
В районе выходит газета «Грязинские известия».